# Charles Tufts
Charles Tufts, né en juillet 1781 à Medford, dans le Massachusetts et mort le 24 décembre 1876 à Somerville dans le même État, était un homme d'affaires et philanthrope américain. 

## Biographie
Charles Tufts naît le 11 ou 16 juillet 1781 à Medford.
Après avoir fait fortune grâce à la fabrication de briques, il fait don de terres à la ville de Medford en 1852, où sera établie l'université à son nom.
Il meurt à l'âge de 95 ans. L'acteur Sonny Tufts est un de ses descendants.

## Hommages
- L'université Tufts lui doit son nom
- Le Liberty Ship USS Tufts est nommé en son honneur[6]